# David Lammy
David Lindon Lammy (Holloway, Inglaterra, 19 de julio de 1972) es un político y abogado británico que se ha desempeñado como Secretario de Estado para Relaciones Exteriores y de la Mancomunidad desde julio de 2024.   Miembro del Partido Laborista, ha sido miembro del Parlamento (MP) por Tottenham desde las elecciones parciales de 2000.

## Biografía
Lammy asistió a The King's School, Peterborough. Estudió derecho en la Escuela de Estudios Orientales y Africanos (SOAS) de la Universidad de Londres y fue llamado al colegio de abogados en 1994. Más tarde estudió para obtener una Maestría en Derecho en la Universidad de Harvard, convirtiéndose en el primer británico negro en estudiar en la Facultad de Derecho de Harvard. En el año 2000, Lammy sirvió brevemente en la Asamblea de Londres antes de ser elegido para el Parlamento en las elecciones parciales de Tottenham de 2000. Fue nombrado Subsecretario de Estado Parlamentario de Salud Pública en 2002 por el primer ministro Tony Blair y se convirtió en Subsecretario de Estado Parlamentario de Asuntos Constitucionales en 2003. Fue ascendido a Ministro de Estado de Cultura en 2005. En 2007, el primer ministro Gordon Brown lo nombró Subsecretario de Estado Parlamentario para Innovación, Universidades y Habilidades antes de que Lammy fuera Ministro de Estado de Educación Superior de 2008 a 2010.
En 2015 fue precandidato a la alcaldía de Londres, pero fue derrotado en las elecciones internas del Partido Laborista por Sadiq Khan.
Lammy respaldó a Sir Keir Starmer en las elecciones de liderazgo laborista de 2020 y fue nombrado Secretario de Estado de Justicia y Lord Canciller en su gabinete en la sombra. En la reorganización del Gabinete en la sombra de noviembre de 2021, fue ascendido a Secretario de Relaciones Exteriores.
Después de la victoria de los laboristas en las elecciones generales de 2024, Lammy regresó al gobierno y fue nombrado Secretario de Relaciones Exteriores por Starmer.